# Rascafría
Rascafría è un comune spagnolo di 1 550 abitanti situato nella comunità autonoma di Madrid.